# 제19회 광화문국제단편영화제
제19회 광화문국제단편영화제는 2021년 10월 14일에 열린 시상식이다.

## 수상 및 후보

### 국제경쟁 대상
- 불길한 징조 - 살라 파쉬투냐르 수상

### 국제경쟁 심사위원 특별상
- 말의 흐름 - 엘리안 에스더 보츠 수상

### 광화문 樂(락)상
- 마지막 결혼생활 - 요한 태퍼트 외 1명 수상

### 국내경쟁 대상
- 매미 - 윤대원 수상

### 국내경쟁 심사위원 특별상
- 내 코가 석재 - 김보람 수상

### 국내경쟁 씨네큐브상
- 아파트 - 효민 수상

### 뉴필름메이커상
- 선율 - 김윤정 수상

### 단편의 얼굴상
- 무력의 언어 - 이영아 수상

### 광화문 펀드상
- 가정동 - 허지윤 수상

### 이춘연상
- 내 친구의 집은 어디인가 - 조경원 수상

### 무비블록 관객상
- 마지막 결혼생활 - 구스타프 에거스테트 외 1명 수상

### 국제경쟁부문
- 하룻밤에 300 - 모흐센 나자피 메리
- 임종의 자리에 누워서 - 장 젱안
- 질식 - 창 시앙 안
- 어거스트 스카이 - 자스민 테누치
- 비쇼 - 파블로 힐레스
- 호흡 - 폴 빈센트 드 레스트라드
- 카론 - 야닉 칼쳐
- 서커스 인 타운 - 로빈 파이스터 외 1명
- 다비드 - 재크 우즈
- 우연한 조우 - 켈리 캠벨
- 부서지기 쉬운 세상에서 탈출하다 - 타나시스 침피니스
- 프리마 - 마리앤 파리
- 필리피나나 - 라파엘 마누엘
- 파이어플라이즈 - 레오 비텐코트
- 농가 - 디안 웨이스
- 그랩 뎀 - 모르가나 드쥐라-페팃
- 호라시오 - 캐롤라인 쉐리에
- 말의 흐름 - 엘리안 에스더 보츠
- 인 더 소일 - 캐스퍼 케이젤센
- 교육감 - 캐롤린 브라미 외 1명
- 한파 - 대닐 이바노프
- 마지막 결혼생활 - 구스타프 에거스테트 외 1명
- 마지막 손님 - 에드슨 다 콘세이카오
- 루프 - 파블로 폴레드리
- 루이즈 프럼 나인 투 파이브 - 줄리엔 G. 마르코트
- 러브버즈 - 빅터 모레노
- 링스 - 줄리엔 헨리
- 마마 - 아슬락 단볼트
- 내 아들은 화장실에 자신을 가둔다 - 쿠바 야누스체스키
- 나이트 워치 - 줄리앙 르나르
- 온 솔리드 그라운드 - 젤라 하슬러
- 세이프 - 이언 발링
- 7층 - 페넬로피 마티고
- 사일런스 - 사라 하카라이넨
- 시스터즈 - 카타리나 레섹
- 뾰족구두: 핑크 가족의 비극 - 칸 메르단 도간
- 스트레인저스 - 노라 롱가티
- 여름 휴양지 - 알렉산드라 마테우
- 테크노, 마마 - 사울리우스 바라딘스카스
- 세 번의 임시 위원 회의 - 마이클 우드워드 외 1명
- 더 트리스 - 램지 바쇼어
- 워싱 머신 - 알렉산드라 마조바
- 호각 - 에게 카라쿨트
- 당신의 거리 - 귀진 카르
- Yallah! - 네이라 나사르 외 5명
- 불길한 징조 - 살라 파쉬투냐르

### 국내경쟁부문
- 22% 부족할 때 - 윤한나
- 내 코가 석재 - 김보람
- 매미 - 윤대원
- May JEJU Jay - 강희진
- 면상 - 백선영 외 1명
- 무력의 언어 - 황현지
- 신의 아이들은 연기가 어렵다 - 변성빈
- 아파트 - 효민
- 우리집 - 이오은 외 1명
- 육식콩나물 - 서새롬
- 잃어버린 외장하드를 찾는 이상한 모험 - 백승화
- 젖꼭지 3차 대전 - 백시원
- 주빈 - 안선영
- 템테이션 - 한지아
- 옥천 - 이경원

### 뉴필름메이커
- 뭐해 - 신지수
- 서울로 - 정승이
- 선율 - 김윤정
- 우듬지 - 남서정
- 우리는 서로 사랑해야 한다 - 이루리

### 특별프로그램
- 몽구스피킹 - 우문기
- 4학년 보경이 - 이옥섭
- 자유연기 - 김도영
- 잔소리 - 최정열
- 조인성을 좋아하세요 - 정가영
- 2박 3일 - 조은지
- 그녀를 지우는 시간 - 홍성윤
- 기념비적 기념품 - 바스티앙 두보아
- 라모나 - 알바로 가고 디아즈
- 염소들이 죽는다 하더라도 - 소피아 아나위
- 그래서 우리는 풀장에 금붕어를, - 나가히사 마코토
- 썬더 로드 - 짐 커밍스
- 월드 오브 투모로우 - 돈 헤르츠펠트
- 헤어 울프 - 마리아마 디알로
- 루시아, 비포 앤 에프터 - 아누 발리아
- 그린 - 수잔 앤드류스 코레아
- 그레고리 고 붐 - 자니크자 브라보
- 셰어런츠 - 김현승
- 더 레터 룸 - 엘비라 린드